# Filip De Wilde
Filip Alfons de Wilde, född 5 juli 1964, är en belgisk före detta professionell fotbollsmålvakt som spelade för fotbollsklubbarna Beveren, Anderlecht, Sporting Lissabon, Sturm Graz, Lokeren och Geel mellan 1982 och 2005.
Han spelade också 33 landslagsmatcher för det belgiska fotbollslandslaget mellan 1989 och 2000. Han var förstemålvakt för Belgien i VM 1998 och EM 2000. I den senare turneringens sista match mot Turkiet stod han för ett misstag som ledde till att Hakan Şükür kunde ge Turkiet ledningen, och de Wilde blev därtill utvisad med sex minuter kvar att spela.
Efter den aktiva spelarkarriären har han varit målvaktstränare först för Anderlecht och sen för Belgiens U21-herrlandslag i fotboll.

## Titlar
| Beveren - Ligamästerskap (1) - Belgiska cupen (1) - Belgiska Supercupen (1) | Anderlecht - Ligamästerskap (6) - Belgiska cupen (3) - Belgiska Supercupen (6) |